# Josef Grafeneder

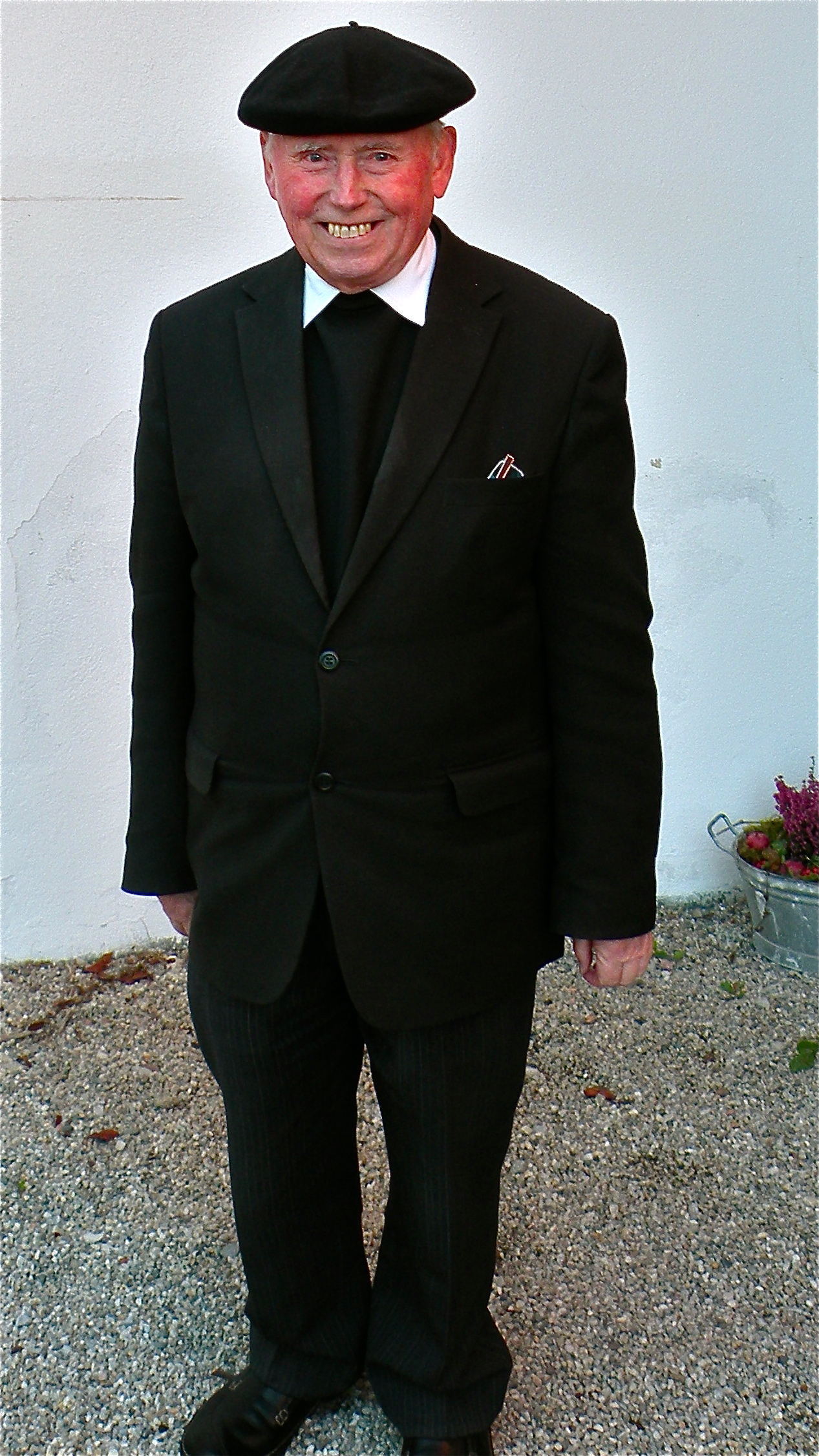
Josef Grafeneder (2011)

Josef Grafeneder (* 6. Februar 1934 in St. Nikola an der Donau) ist katholischer Priester, langjähriger Pfarrer von Mitterkirchen im Machland und anschließend von Münzbach, Autor von lyrischen Texten, die teilweise vertont wurden, Heimatforscher und Heimatbuchautor.

## Leben und Wirken
Grafeneder ist Absolvent des Bischöflichen Gymnasiums Petrinum, wurde 1958 in Linz zum Priester geweiht und wirkte als Kaplan in Helpfau-Uttendorf (1958 bis 1962) und Großraming (1962/1963). Von 1963 bis 1990 war er Pfarrer von Mitterkirchen und initiierte u. a. die Erweiterung der Pfarrkirche, die Neuordnung des Kirchenraumes, die Anschaffung einer neuen Orgel, die Erweiterung des Friedhofs und der Leichenhalle sowie den Neubau von Pfarrhof und Pfarrheim. In dieser Zeit unterrichtete er durchgehend an der Volksschule Mitterkirchen und von 1972 bis 1988 auch an der Hauptschule Baumgartenberg. 1990 wurde er Pfarrer von Münzbach, wo er sich neben seiner seelsorglichen Tätigkeit für die Schaffung eines Sinneparks und für die Renovierung von Gebäuden des ehemaligen Dominikanerklosters Münzbach engagiert. In diesem Zusammenhang wurde er auch Obmannstellvertreter des örtlichen Tourismusverbandes.
Literarisch wurde Grafeneder bereits in der Mittelschulzeit tätig und gehörte während seiner Ausbildung im Priesterseminar einem literarischen Zirkel an. Später wirkte er an Heimatabenden, Dichterlesungen und Rundfunksendungen mit und war lange Zeit Bezirksreferent des Stelzhamer-Bundes. Gemeinsam mit Hermann Kronsteiner verfasste er sein populärstes Werk, die Hoamatmess. Er veröffentlichte mehrere Gedichtbände (teilweise im Selbstverlag).
Er leistete umfangreiche Vorarbeiten für die Herausgabe eines Heimatbuches in Mitterkirchen und war Hauptautor bei der Herausgabe eines Heimatbuches in Münzbach.

## Werke

### Lyrik
- Hoamatmess. Österreichische Mundartmesse, ISBN 978-3-85329-219-8 (Autor: Josef Grafeneder, Komponist: Hermann Kronsteiner).
- Strudl und Wirbl, Gedichte in oberösterreichischer Mundart (= Johannes Hauer (Hrsg.): Lebendiges Wort, Kleinbücher in oberösterreichischer Mundart. Band 109). Wels 1976.
- Brot für alle. Gedichte, Selbstverlag, Perg 1979.
- A Wegwort, Gedichte in oberösterreichischer Mundart (= Johannes Hauer (Hrsg.): Lebendiges Wort, Kleinbücher in oberösterreichischer Mundart. Band 198). Wels 1983.
- Der mein Brot aß. Gedichte, Selbstverlag, Grein 1988.
- Gespaltne Herzen. LUC-Verlag, Bratislava/Münzbach 2006.
- Balladen. Selbstverlag, Münzbach 2008.

### Heimatforschung
- Ein Mühlviertler in Milwaukee, Dr. Josef Salzmann, Seelsorger und Gründer des ersten Katholischen Lehrerseminars in den USA (* 1819 in Münzbach -† 1874 in Milwaukee), in: Kirchenzeitung der Diözese Linz. Jahrgang 48, Nr. 35, Linz 1992.
- Ein Gang durchs Jahr, in: Unsere Heimat – Der Bezirk Perg, Hrsg.: Verein zur Herausgabe eines Bezirksheimatbuches Perg – Gemeinden des Bezirkes Perg, 1996.
- Mitterkirchen – Ein historisches Porträt der Machlandgemeinde, Hrsg.: Marktgemeinde Mitterkirchen im Machland, Linz 1999 (u. a. mit umfangreichen Vorarbeiten von Josef Grafeneder, zahlreiche Schlagworteinträge).
- In der Pfarre beheimatet, Festschrift zur Eröffnung des renovierten Pfarrhauses, Hrsg.: Pfarramt Münzbach, 2001.
- Münzbach – Land und Leute – Gestern und heute (Mitautor), Hrsg.: Marktgemeinde Münzbach, Ried im Innkreis 2010.

## Medien
- Konsistorialrat Josef Grafeneder, Autorenporträt, in: Sendereihe Literaturfrühstück im Freien Radio Freistadt, Erstausstrahlung vom 25. März 2007, Sendungsgestaltung Regina Thalmann und Josef Schicho, Mitschnitt von Cultural Broadcasting Archive